# Leucania clarescens
Leucania clarescens är en fjärilsart som beskrevs av Heinrich Benno Möschler 1890. Leucania clarescens ingår i släktet Leucania och familjen nattflyn. Inga underarter finns listade i Catalogue of Life.